# Mladen Kruljac
Mladen Kruljac, hrvaški general, * 13. julij 1967.
Kruljac je bivši poveljnik Hrvaške kopenske vojske in trenutni predsednik Hrvaške boksarske zveze.

## Življenje
Šolanje
Diplomiral je na Prometni fakulteti v Zagrebu in opravil šolanje na Hrvaškem vojaškem učilišču ter na Vojaški akademiji vojnega letalstva in protizračnene obrambe Hrvaške.
Vojaška kariera
Sprva je bil poveljnik voda (1991), poveljnik čete (1991), poveljnik bataljona (1991–94), načelnik štaba (1994–98) in poveljnik 3. gardne brigade (1998–2000). Potem je bil poveljnik 6. zbornega področja Varaždin (2000–01) in namestnik poveljnika Hrvaške kopenske vojske (2002–07), je leta 2007 bil imenovan na položaj poveljnika Hrvaške kopenske vojske.
Kruljac je poznan kot kontraverzna oseba zaradi svojih povezav z gospodarstvom in izpadov v javnosti, pri čemer pa njegovi nadrejeni in politiki niso ukrepali. Avgusta 2005 je bil proti njemu vložena kazenska prijava zaradi suma storitve vojnega zločina v času operacije Blisk leta 1995 (enemu iz svojih vojakov naj bi ukazal ubiti srbskega civilista); prijava je bila kot neutemeljena (na podlagi predloženih in zbranih dokazov) zavrnjena junija 2006. 8. julija 2011 je bil eden izmed skupine 10 ljudi, ki so jih aretirali zaradi suma korupcije pri poslih z zemljišči v lasti hrvaškega obrambnega ministrstva. S tem je postal najvišji častnik Hrvaške vojske, ki je bil aretiran. Na predlog načelnika Generalštaba OSRH Draga Lovrića in s soglasjem obrambnega ministra Davorja Božinovića je 10. julija istega leta predsednik Republike Hrvaške, Ivo Josipović, razrešil Kruljca s položaja poveljnika Hrvaške kopenske vojske.

## Napredovanja
- Generalpolkovnik: 2005[10]

## Odlikovanja
- Spomenica domovinske vojne
- Red kneza Domagoja z ogrlicom
- Red bana Jelačića
- Red hrvatskog križa
- Red Nikole Šubića Zrinskega
- Red hrvatskog pletera
- Spomenica domovinske zahvalnosti za 5 let
- Red hrvatskog trolista
- Spomenica domovinske zahvalnosti za 10 let